# Gabriel singt Cash – Das Tennessee-Projekt
Gabriel singt Cash – Das Tennessee-Projekt ist ein Studioalbum von Gunter Gabriel, bestehend aus eingedeutschten Stücken von Johnny Cash. Das Album wurde im August 2003 im Cash Cabin Studio in Hendersonville, Tennessee aufgenommen. Produzent war Johnny Cashs Sohn John Carter Cash. Das am 20. Oktober 2003 veröffentlichte Album entstand damit kurz vor dem Tod der Country-Ikone Cash, der bei einigen Aufnahmen auch selbst anwesend war.

## Hintergrund
Gunter Gabriel und Johnny Cash waren seit 1978 befreundet. Die Idee zu einem Album mit eingedeutschten Versionen von Cashs Hits hatten die beiden schon längere Zeit. Bereits 1973 hatte Gunter Gabriel mit Wanted Man (als Ich werd gesucht in Bremerhaven) in der ZDF-Hitparade erstmals einen Johnny-Cash-Titel übersetzt.  Konkrete Formen nahm das Projekt jedoch erst im Sommer 2003 an. Gunter Gabriel wurde in das Haus der Familie Cash eingeladen, in dem sich auch die Cabin Studios befanden, wo Cash die letzten Alben mit Rick Rubin produziert hatte. Produzent des Albums wurde schließlich John Carter Cash, der gemeinsame Sohn von Johnny und June Carter Cash.
Gesundheitlich war Johnny Cash sehr angeschlagen und konnte nur unter größten Mühen an den Aufnahmen beobachtend teilnehmen. Bereits im Vorfeld hatte Gabriel 18 Songs ausgewählt, die er mit den von John Carter Cash engagierten Session-Musikern innerhalb von lediglich sechs Tagen einspielte. Gabriel konnte sich am 25. August, als die Aufnahmen beendet waren, nicht mehr von Cash verabschieden, da dieser bereits zu Bett gegangen war, weil er sich schwach fühlte. Am nächsten Tag wurde er ins Krankenhaus eingeliefert. Er verstarb nur zwei Wochen später am 12. September 2003.

## Veröffentlichung
Das Album erschien am 28. Oktober 2003 über das von Gunter Gabriel und Michael Schmelich gegründete kurzlebige Label Erzengel Musik in Zusammenarbeit mit Neo und Sony Music.

## Titelliste
Alle deutschen Texte stammen von Gunter Gabriel
| #   | Titel                                    | Originaltitel          | Originalsongwriter | Länge |
| --- | ---------------------------------------- | ---------------------- | ------------------ | ----- |
| 1.  | Sonderfall von Mann                      | Solitary Man           | Neil Diamond       | 2:47  |
| 2.  | Wie ein Soldat                           | Like a Soldier         | Johnny Cash        | 3:15  |
| 3.  | Der Mann mit dem Block                   | The Man Comes Around   | Johnny Cash        | 4:18  |
| 4.  | Bring mein Herz zu Rose                  | Give My Love to Rose   | Johnny Cash        | 2:53  |
| 5.  | Vor meiner Zeit                          | Before My Time         | Johnny Cash        | 2:54  |
| 6.  | Komm rein Fremder                        | Come In Stranger       | Johnny Cash        | 1:43  |
| 7.  | Wein’, wein’, wein’                      | Cry! Cry! Cry!         | Johnny Cash        | 2:32  |
| 8.  | Was soll’s                               | Drive On               | Johnny Cash        | 3:10  |
| 9.  | 20 Minuten zu gehen                      | 20 Minutes to Go       | Shel Silverstein   | 4:04  |
| 10. | Folsom Prison Blues                      | Folsom Prison Blues    | Johnny Cash        | 3:33  |
| 11. | Mann hinterm Pflug                       | Man in Black           | Johnny Cash        | 3:15  |
| 12. | Country Boy                              | Country Boy            | Johnny Cash        | 2:49  |
| 13. | Hey Schaffner                            | Hey, Porter            | Johnny Cash        | 2:27  |
| 14. | Mach Tempo                               | Get Rhythm             | Johnny Cash        | 2:49  |
| 15. | Ich bleib auf Kurs                       | I Walk the Line        | Johnny Cash        | 2:31  |
| 16. | Gitarre Marke Eigenbau                   | Tennessee Flat-Top Box | Johnny Cash        | 3:08  |
| 17. | Ein Junge namens Susie                   | A Boy Named Sue        | Shel Silverstein   | 3:51  |
| 18. | Country Boy (Duett mit John Carter Cash) | Country Boy            | Johnny Cash        | 2:49  |

## Coverartwork und Booklet-Gestaltung
Der Look des Albums ist an die American Recordings von Johnny Cash angelegt und zeigt eine Schwarzweißfotografie des Gesichts von Gunter Gabriel in halber Frontalansicht. Die Schrift ist rot.
Das Booklet der CD-Version besteht aus 16 Seiten. Neben sämtlichen Liedtexten befindet sich ein Vorwort von Gunter Gabriel im Booklet. Zwei Bilder, eines aus früheren Jahren und eines zum Zeitpunkt der Aufnahmen zeigen Gunter Gabriel und Johnny Cash nebeneinander. Weitere Bilder zeigen den Aufnahmeprozess. Auf der Rückseite der CD befindet sich eine Aufnahme von Gunter Gabriel mit John Carter Cash.

## Musikstil und Texte
Gabriel, der sich Zeit seines Lebens mit dem Songmaterial von Cash beschäftigt hatte, orientierte sich weitestgehend an den Originalsongs und blieb bei den Songtexten dicht am Original, um die Grundstimmung einzufangen. Lediglich bei einigen Songs wird freie Paraphrasierung verwendet, wie es zum Beispiel bei Mann hinterm Pflug und Der Mann mit dem Block der Fall ist. Die Lieder werden getragen von seiner rauen Stimme, während die Musik etwas zahmer als im Original eher am Country-Pop orientiert ist.

## Rezeption und Erfolg
Das Album erhielt überwiegend gute Rezensionen, was angesichts des Themas zunächst überraschend ist. Eingedeutschte Versionen US-amerikanischer Hits können schnell ins Peinliche umschlagen, zumal in diesem Fall das Ausgangsmaterial von einer beeindruckenden Mächtigkeit ist. Trotz der guten Kritiken wurde das Album ein kommerzieller Misserfolg.

## Extended Play
Am 26. April 2004 erschien die Extended Play Sonderfall von Mann mit drei Songs aus dem Album, einer Live-Version von Was soll’s sowie einem gesprochenen Nachwort namens Bye Bye Johnny Cash – Ein Nachruf. Ergänzt wurde die EP um ein Live-Video, das in Landsberg aufgenommen wurde, bei dem John Carter Cash an der Gitarre zu sehen ist.
1. Sonderfall von Mann – 2:46
2. Ich bleib auf Kurs – 2:31
3. Wie ein Soldat – 3:15
4. Was soll’s (Live-Akustik-Version) – 3:31
5. Bye Bye Johnny Cash – Ein Nachruf – 3:40